# Fuente de la Diosa Roma

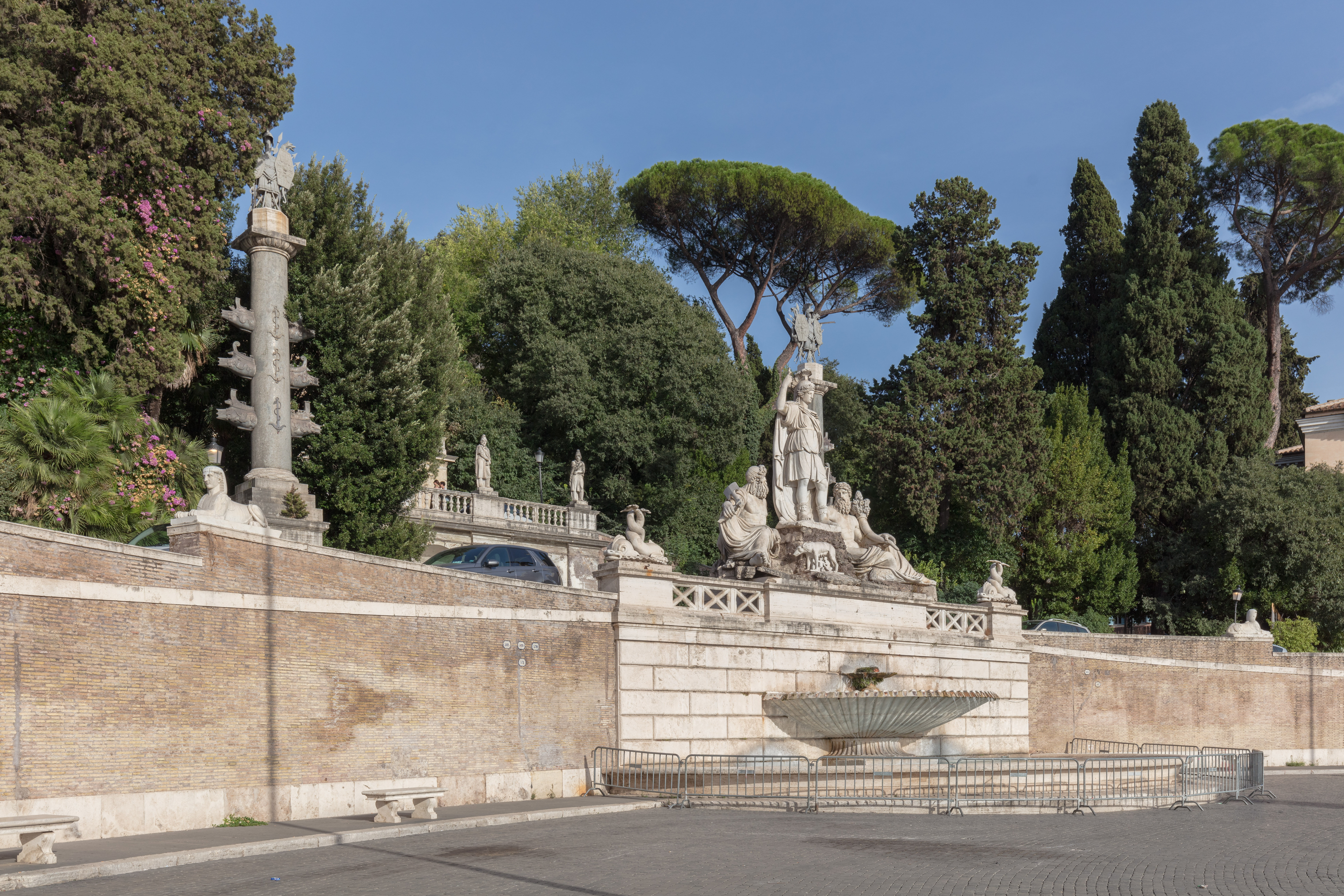
Vista lateral.

La Fuente de la Diosa Roma (en italiano, Fontana della dea Roma) es una famosa fuente romana monumental alegórica neoclásica situada en la plaza del Pueblo (Piazza del Popolo) de Roma en Italia. Dedicada a la diosa Roma (alegoría de Roma, y de la fundación de Roma en la mitología romana), fue diseñada al mismo tiempo que la propia plaza del Pueblo entre 1811 y 1822, por el arquitecto urbanista italiano Giuseppe Valadier, y esculpida en 1823 por Giovanni Ceccarini, bajo la fuente del acueducto Aqua Virgo de Villa Borghese y la colina Pincio, en la Puerta del Pueblo (puerta norte de la ciudad de la antigua muralla Aureliana de Roma).

## Historia
Esta monumental fuente de mármol, con pila en forma de concha gigante, está coronada por un grupo de esculturas alegóricas, que representan a la diosa Roma (armada con una lanza, un casco romano, y enmarcada por trofeos romanos, del ejército romano de la antigua Roma).
A sus pies, la Loba Capitolina amamanta a los gemelos Rómulo y Remo (los fundadores de Roma según la mitología romana hacia el 750 a. C.). Están flanqueados por dos gigantescas estatuas alegóricas sentadas que representan los dos ríos de Roma, el Tíber y el Aniene.
La fuente está situada frente al obelisco en la piazza del Popolo, y la fuente de Neptuno al otro lado de la plaza (del dios Neptuno de la mitología grecorromana, con su tridente y dos tritones). Las numerosas fuentes de la Piazza del Popolo y los extensos jardines y lujosas villas de Villa Borghese y Pincio son alimentadas por el acueducto Aqua Virgo, inaugurado por el cónsul romano Marcus Vipsanius Agrippa en el 19 a. AD y finalizada con la construcción de esta plaza. Este acueducto también abastece a la famosa Fontana de Trevi en la Plaza de Trevi, la fuente de Neptuno, la fuente de los Cuatro Ríos, la fuente del Moro en la Plaza Navona y la fuente de la Barcaccia en la plaza de España, entre otros.